# Olav Engelbrektsson
 Der er for få eller ingen kildehenvisninger i denne artikel, hvilket er et problem. Du kan hjælpe ved at angive troværdige kilder til de påstande, som fremføres i artiklen.

Olav Engelbrektsson (født ca. 1480 formentlig på Trondenes, død 7. februar 1538 i Lier i Nederlandene, nu Belgien) var ærkebiskop af Nidaros fra 1523 til reformationen i 1537. I egenskab af sin stilling som ærkebiskop var han også leder af det norske rigsråd. Han forsvarede katolske interesser i Norge på den tid, hvor protestantismen fik mere og mere udbredelse, blandt andet gennem danske adelsmænd.
Olav Engelbrektsson studerede i Tyskland og tog magistergrad i Rostock, hvor han også arbejdede som magister i nogle år. Han kom til Trondheim i 1515, hvor han blev dekan ved domkapitlet i Nidaros. Engelberektsson blev valgt til ærkebiskop i 1523.
Han begyndte opførelsen af slotsfæstningen Steinvikholm Slot inderst i Trondheimsfjorden i 1525. Han mente selv, at den skulle være til forsvar for ærkebiskop og konge.
Han forsøgte at bevare katolicismen, blandt andet ved at han i 1529 begyndte at virke for et selvstændigt Norge. Han ønskede en egen, katolsk konge; Frederik af Pfalz, som var Christian 2.'s svigersøn, gift med prinsesse Dorothea af Danmark og Norge. I 1532 nedbrændte danske tropper Ærkebispegården i kampen mod Engelbrektsson.
Danskerne derimod ville have Christian 3. som norsk konge, og under forhandlingerne i Trondheim i januar 1536 lod Olav Engelbrektsson Vincens Lunge dræbe og de øvrige danske udsendte arrestere. Olav Engelbrektsson havde håbet på en norsk folkerejsning og var blevet lovet hjælp fra kejser Karl 5., men begge dele mislykkedes. Han flygtede til Nidarholm kloster på Munkholmen, hvor han holdt sin sidste katolske messe, inden han i april 1537 måtte flygte til Trondheim. Efter et kort ophold på Steinvikholmen flygtede han videre til udlandet, og i 1538 døde han i Lier i Nederlandene (Belgien). Med sig førte han store skatte fra Nidarosdomen og kirkerne i Trøndelag. Disse blev i 1548 udleveret til pfalzgrev Frederik og forsvandt derefter sporløst.
Ærkebiskoppen blev gravlagt foran højalteret i kirken Saint-Gommaire. I denne kirke i Lier afslørede dronning Sonja af Norge i maj 2003 en mindeplade over ham, udfærdiget af billedkunstneren Marit Wiklund.

## Galleri
- Våben af Olav Engelbrektsson
- Den ældste del af Ærkebispegården i Trondheim, hvor Olav Engelbrektsson boede i sin tid som ærkebiskop
- Munkholmen, hvor Nidarholm kloster lå